# Hipopigmentação
Hipopigmentação é a perda da cor da pele, pelos, unhas ou mucosas. Pode ser causada pela morte de melanócitos, falta de melanina ou pela falta da tirosina, um aminoácido necessário usado pelos melanócitos para fazer a melanina. É muito mais visível na pele escura, mas é igualmente comum em pessoas de pele clara.

## Causas
As possíveis causas incluem:
- Albinismo
- Hipomelanose
- Hanseníase
- Leucismo
- Fenilcetonúria
- Pitiríase alba
- Vitiligo
- Síndrome de Angelman
- Pitiríase versicolor
- Efeito adverso raro do imatinib ou de corticosteroide tópico

## Tratamentos
Depende da causa. Se é uma infecção como a hanseníase precisa de tratamento com antibióticos. Alguns, como a pitiríase, melhoram mesmo sem tratamento. Se é a causa é imunológica, como o vitiligo, pode melhorar com um imunossupressor. Se a causa é genética, como o leucismo, não há cura. Apesar da hipopigmentação poder ser causada por tratamentos com laser e pela exposição a luz, ironicamente a hipopigmentação também pode ser tratada com laser ou outras fontes de luz (fototerapia).